# Rivière Chacola
La rivière Chacola est un affluent de la rive ouest de la rivière Pierriche Nord-Ouest. La rivière Chacola traverse le territoire de La Tuque, en Mauricie, au Québec, au Canada.
Ce cours d'eau fait partie du bassin versant de la rivière Saint-Maurice laquelle se déverse à Trois-Rivières sur la rive nord du fleuve Saint-Laurent.
L’activité économique du bassin versant de la rivière Chacola est la foresterie. Le cours de la rivière coule entièrement en zones forestières. La surface de la rivière est généralement gelée de la mi-décembre à la fin mars.

## Géographie
La rivière Chacola prend sa source à l’embouchure du lac Routhier (longueur : 0,4 km ; altitude : 490 m), situé dans le territoire de La Tuque.
À partir de l’embouchure de ce lac, la rivière Chacola coule sur 19,0 km, selon les segments suivants :
- 6,2 km vers le nord-est, puis le sud-est, jusqu’à la rive nord du lac François ;
- 2,3 km vers le sud, en traversant le lac François (altitude : 368 m) sur 2,0 km, jusqu’à la limite du canton d’Albani ;
- 1,1 km vers le sud-est dans le canton d’Albani, jusqu’au ruisseau Meneux (venant du nord-est) ;
- 2,7 km vers le sud, jusqu’au ruisseau Shuba (venant de l'ouest) ;
- 0,3 km vers le sud, jusqu’à la limite du canton d’Ingall ;
- 6,4 km vers le sud-est, en traversant quelques zones de marais et en serpentant jusqu’à confluence de la rivière[2].

La rivière Chacola se déverse à la hauteur du pont routier, sur la rive nord-ouest du lac de la Fourche (altitude : 335 m) lequel est traversé vers le sud-ouest par la rivière Pierriche. Cette confluence est située à :
- 27,6 km au nord-ouest de la centrale de Rapide-Blanc ;
- 17,9 km au nord du réservoir Blanc ;
- 71,3 km au nord-ouest du centre-ville de La Tuque.

## Toponymie
Le toponyme rivière Chacola a été officialisé le 5 décembre 1968 à la Commission de toponymie du Québec.